# Mesoleuca quadripuncta
Mesoleuca quadripuncta là một loài bướm đêm trong họ Geometridae.